# Публій Корнелій Лентул Марцеллін (консул)
Публій Корнелій Лентул Марцеллін (лат. Publius Cornelius Lentulus Marcellinus; 52 до н. е. — після 18 року до н. е.) — політичний діяч Римської імперії, консул 18 року до н. е.

## Родина
Походив з патриціанського роду Корнеліїв Лентулів. Син Публія Корнелія Лентула Марцелліна, квестора 48 року до н. е. Про діяльність та особисте життя Лентула мало відомостей. У 18 році до н. е. його обрано консулом разом з Гнеєм Корнелієм Лентулом. Ймовірно, не відіграв суттєвої ролі у політичному житті імперії.